# كأس بوركينا فاسو
كأس بوركينا فاسو (بالفرنسية: Coupe du Faso)‏ ، هي بطولة رسمية لكرة القدم في بوركينا فاسو ، أسست سنة 1961م من قبل اتحاد بوركينا فاسو لكرة القدم.

## وصلة خارجية
- Burkina Faso – List of Cup Winners, RSSSF.com